# Arts-and-craftsbeweging

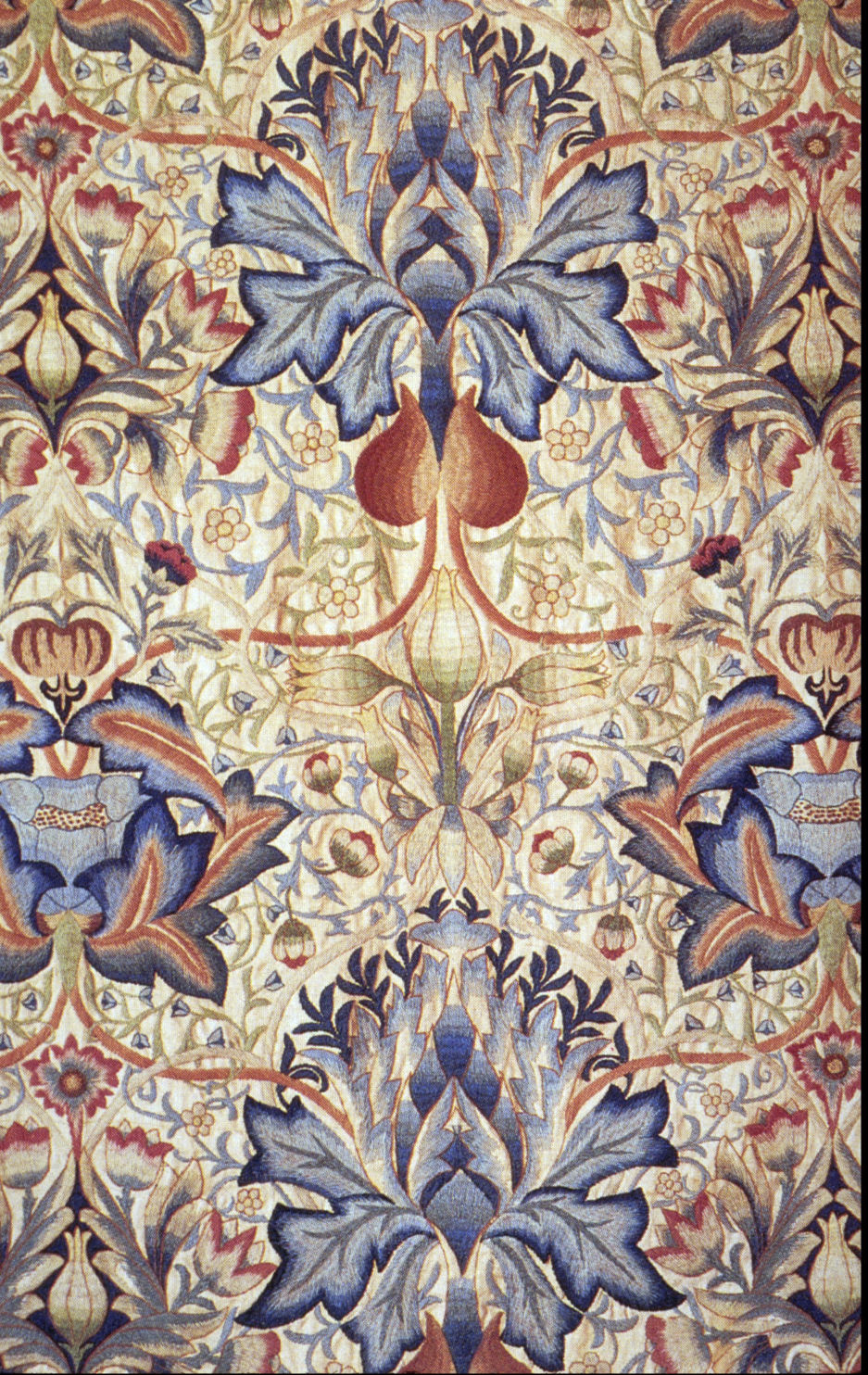
Detail van borduurwerk van wol op linnen, ontworpen door William Morris en uitgevoerd door Ada Phoebe Godman tussen 1877 - 1900

De arts-and-craftsbeweging is een Engelse maatschappijkritische, socialistische beweging en esthetische stroming in de kunst, handwerken, ambachten en toegepaste kunst die tussen 1870 en 1920 op haar hoogtepunt was. De voornaamste inspirator van deze beweging was de Britse ontwerper William Morris (1834-1896) die zijn maatschappijkritische ideeën voor een groot deel ontleende aan de schrijver en kunstenaar John Ruskin (1819-1900). De arts-and-craftsbeweging ontstond als een tegengeluid tegen de gevolgen en excessen van de industriële revolutie zoals de slechte arbeidersomstandigheden en een goedkope massaproductie.

## Ideeën en uitgangspunten

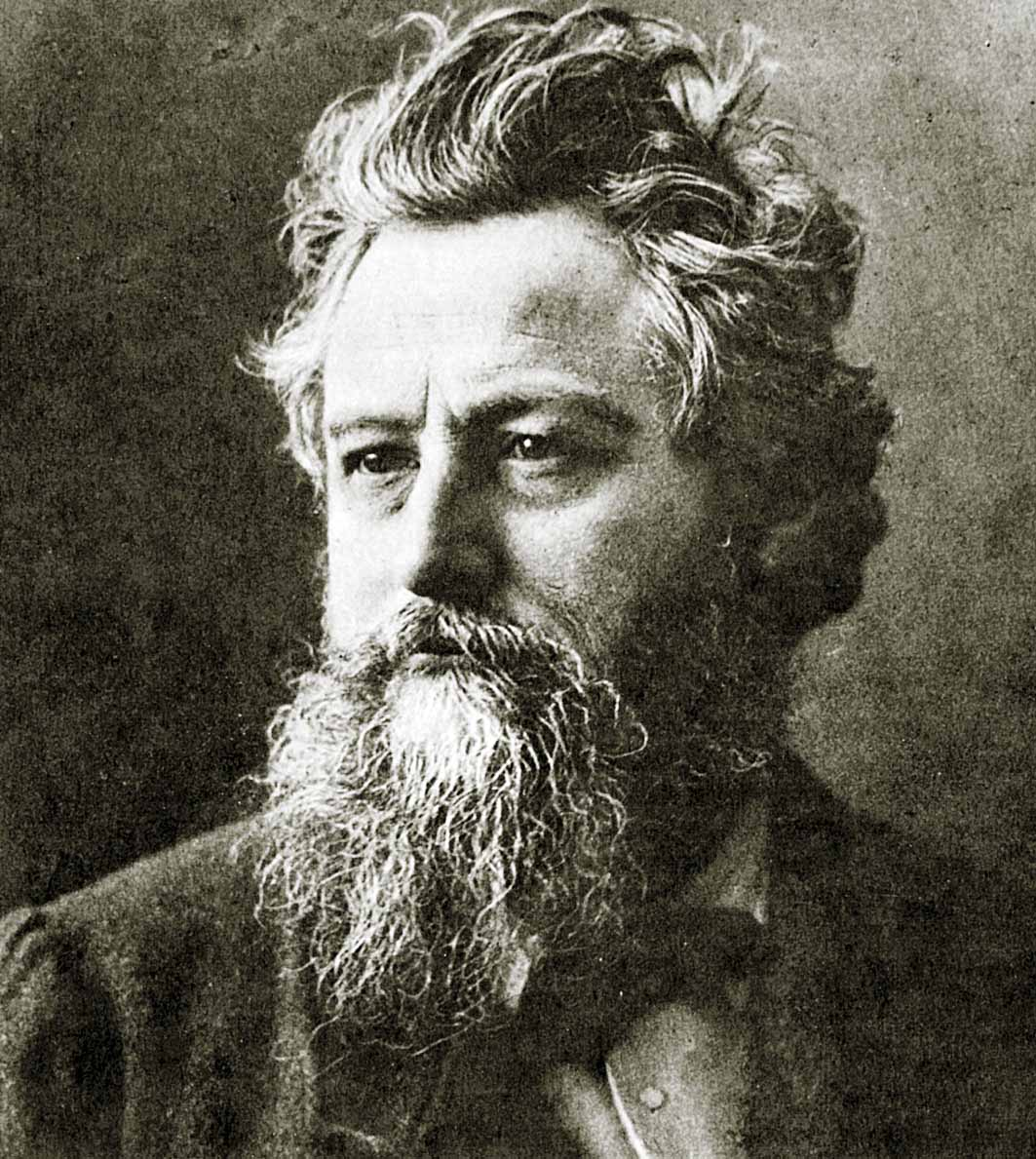
William Morris

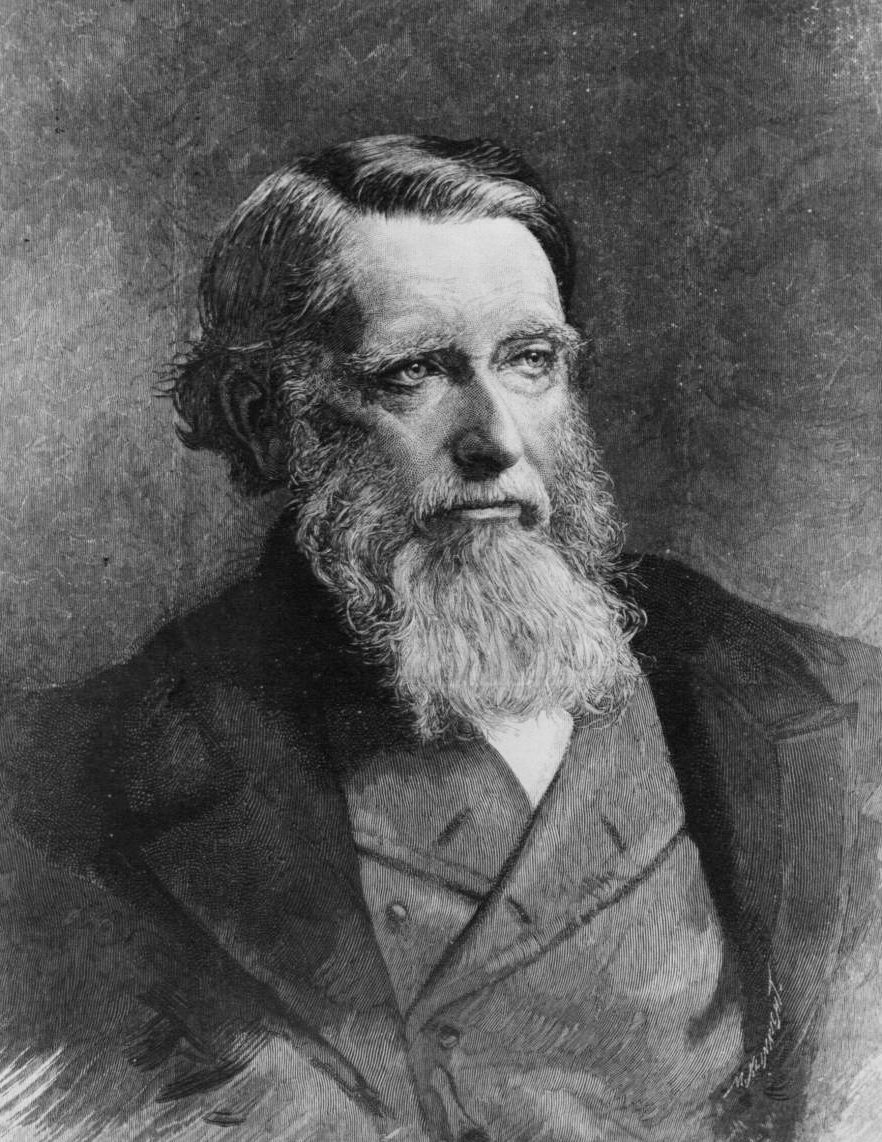
John Ruskin

Door de industrialisatie en mechanisatie was volgens William Morris en medestrijders de wereld van eenvoud, schoonheid en ambachtelijkheid, die ze romantisch in de middeleeuwen projecteerden, vernietigd en zij wilden deze wereld weer herstellen. Ware kunst, zo stelden zij in navolging van John Ruskin, moet tegelijk nuttig en mooi zijn en moet voortkomen uit dezelfde eenheid van kunst en arbeid in dienst van de samenleving die ook het ontwerp en de bouw van de Gotische kathedraal kenmerkte. Vanaf de renaissance is het proces begonnen waarin kunst en samenleving van elkaar zijn gescheiden, met als resultaat ongelukkige mensen in een lelijke wereld. Vanwege deze zorg voor de samenleving heeft de beweging vanaf het begin niet alleen geijverd voor mooie producten die omdat ze mooi zijn ook nuttig zijn, maar ook voor sociale rechtvaardigheid, verbetering van arbeidershuizen en pensioenen voor de ouderen.
In een artikel over de eenheid der kunsten in het januari 1887 nummer van het tijdschrift The Hobby Horse bekritiseerde de Engelse kunstenaar, ontwerper en dichter Selwyn Image, het bestaan van kunstacademies, zoals de Royal Academy of Arts. Hij noemde het denigrerend de 'Royal Academy of Oil Painting' en pleitte er vurig voor dat alle vormen van visuele expressie 'kunst' genoemd zouden moeten worden: "De onbekende uitvinder van de patronen die een muur of een waterpot decoreren, zou evenveel recht moeten hebben een artiest genoemd te worden als de schilder Rafael."
Dit fragment laat zien dat in deze beweging design als een serieuze kunststroming gezien werd. Het woord 'design' moet hier overigens voorzichtig gebruikt worden, want dat past beter bij de erfgenamen van deze stroming, architecten als Mies van der Rohe en Adolf Loos, die weer de Renaissance-scheiding tussen vormgeving of ontwerpen ('designo') en produceren invoerden. De arts-and-craftsbeweging wilde de eenheid van ontwerpen en produceren, waarvan ze dachten dat die in de Middeleeuwen bestond, weer invoeren.

## Belangrijke stilistische kenmerken
- Eenvoudig ontwerp
- Motieven geïnspireerd op natuurlijke vormen (planten en dieren) en op middeleeuwse en mythologische kunst
- Een herhalend patroon en symmetrie
- Simpele, lineaire vormen
- Aanwijsbare invloeden van Japanse, romantische en pre-rafaëlitische kunst

## Organisaties en tijdschriften

### Century Guild of artists
Deze ideeën inspireerden niet alleen tot een intense aandacht voor vormgeving  maar ook tot de creatie van diverse organisaties. Een van de belangrijkste was het Century Guild of artists dat de Engelse architect en ontwerper Arthur Heygate Mackmurdo (1851-1942) opzette samen met zijn goede vriend, de Engelse kunstenaar, ontwerper, schrijver en dichter Selwyn Image (1849-1930) en assistent Herbert Horne (1864-1916). Het Century Guild richtte in 1884 ook het tijdschrift The Century Guild Hobby Horse op dat in 1892 werd hernoemd tot The Hobby Horse. In 1892 ging het blad ter ziele. 

### Art Workers Guild
In 1884 werd ook het Art Workers Guild opgericht, in 1888 hernoemd tot Arts and Crafts Exhibition Society. Op een tentoonstelling van deze Society in 1888 werd William Morris geïnspireerd door de boek- en letterontwerper Emery Walker. Als gevolg hiervan richtte Morris in 1890 The Kelmscott Press op en ontwierp zijn eigen letters, vooral beïnvloed door de Renaissance-typograaf Nicolas Jenson. Vanaf dat moment hield de arts-and-craftsbeweging zich ook bezig met letterontwerp en boekdrukkunst.

### Guild of Handicraft
In 1888 richtte de architect, grafisch ontwerper, juwelier en zilversmid Charles Robert Ashbee (1863-1942) de Guild of Handicraft op. Deze organisatie heeft ten eerste een school opgericht: The School of Handicraft, die het onderwijs in design en theorie (vooral van de filosofie van John Ruskin) combineerde met ambachtelijke ervaring in de werkplaats. Op 30 januari 1895 sluit de school haar deuren. Na ongeveer 700 leerlingen deze dualistische opvoeding gegeven te hebben, was de opleiding failliet. Het Guild zelf bloeide echter als een coöperatie van ambachtslieden, geïnspireerd door socialisme en de arts-and-craftsbeweging. 
In 1902 verhuisde het Guild of Handicraft naar de landelijke omgeving van Chipping Campden; hierdoor veranderde dit dorp in een commune voor arbeiders, kunstenaars en hun families. 

### Essex House Press
In 1890 richtte Ashbee in het Londense 'Essex House' een private press drukkerij op: Essex House Press, dat personeel en lettertypes overnam van het ter ziele gegane The Kelmscott Press. Het Psalter van 1902 was het design-meesterwerk van deze drukkerij. Janet Ashbee, de vrouw van Charles Robert was ook bij de Essex House Press betrokken; zij maakte o.a. het Essex House songbook. In 1902 werd ook de 'Essex House bindery'; de boekbinderij werd tot 1905 geleid door Statia Power. Power werkte - naast haar boekbinderswerkzaamheden - ook als verluchter voor de Essex House Press.

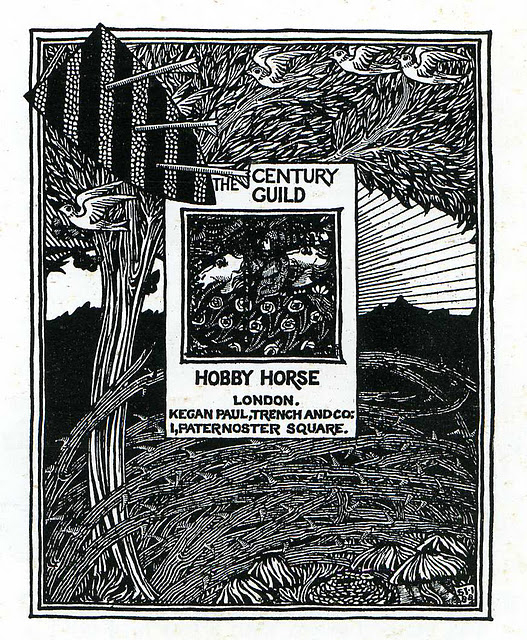
Voorkant van de eerste uitgave van The Century Guild Hobby Horse met een afbeelding door Selwyn Image
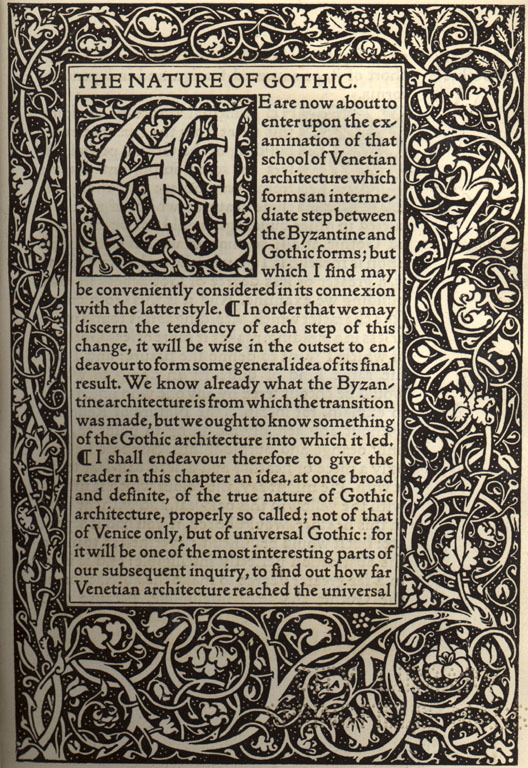
The Nature of Gothic van John Ruskin (eerste pagina)
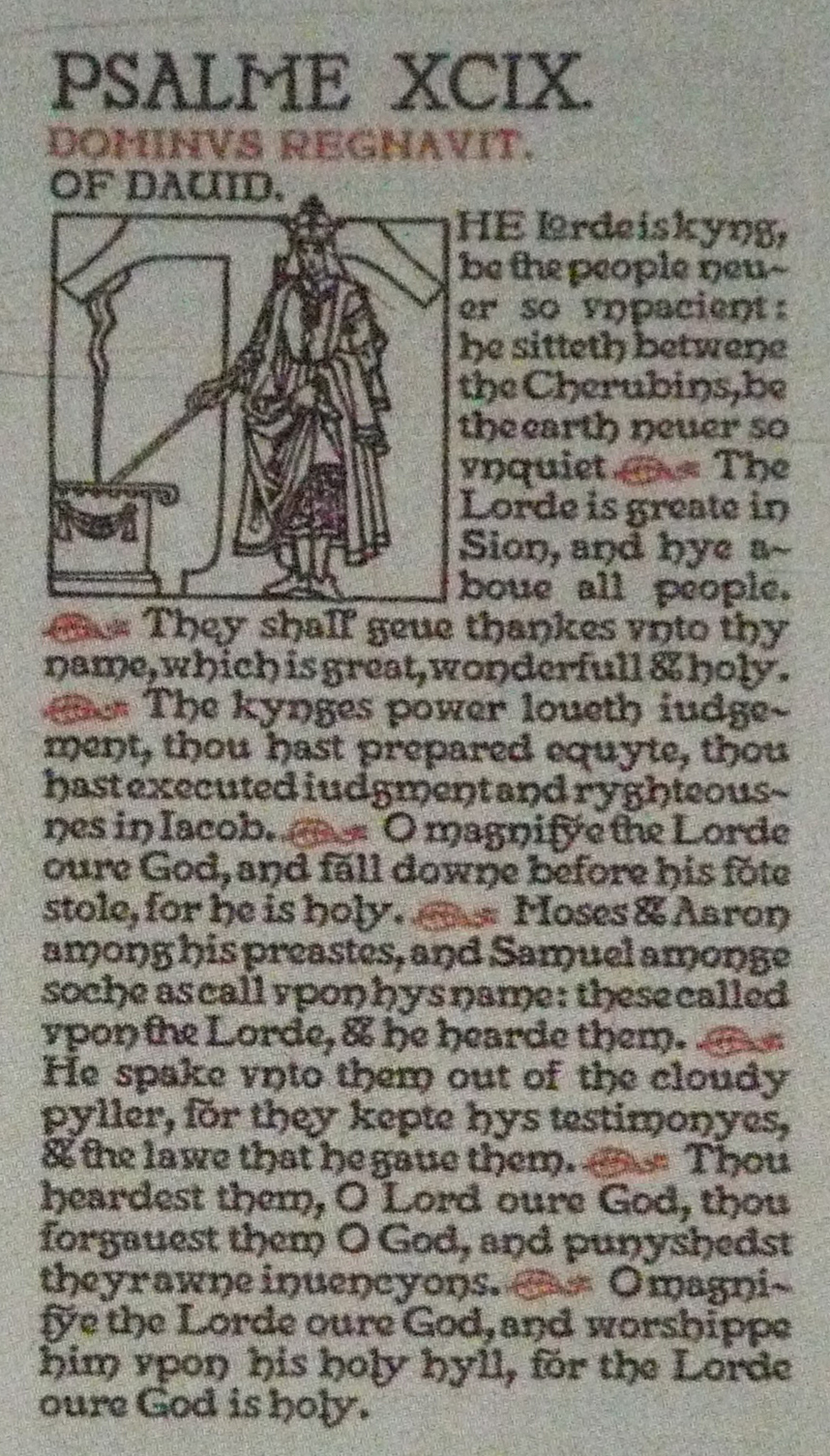
Psalm 99 uit het Psalter van 1902

## Invloed van de arts-and-craftsbeweging
De arts-and-craftsbeweging heeft veel voor elkaar gekregen en heel veel invloed gehad in de westerse cultuur. Het uiteindelijke doel, om kunst en handwerk met elkaar te verbinden, werd door volgende generaties vertaald in het verbinden van kunst en industrie. Deze ontwikkeling is waarschijnlijk wel te verklaren als liggend in het verlengde van de idealen van Morris en Ruskin. Maar moeilijker is het volgende te verklaren: ondanks het feit dat de beweging de werkende klasse wilde verheffen door goed ontworpen gebruiksvoorwerpen (meubels, behang, tapijten, boeken, bestek, etc.), bleven deze producten door hun prijs verre buiten het bereik van de arbeidersklasse. Het is in dit opzicht een elitaire beweging gebleven.
De ideeën van de arts-and-craftsbeweging verspreidden zich snel door Europa (Frankrijk, Duitsland, Oostenrijk, België en Nederland) en tegen het einde van de 19e eeuw transformeerde deze beweging zich in de veel bekendere jugendstil- of art-nouveau-stroming.
In België stond de Kortrijkse Kunstgilde, een verzameling van kunstenaars, architecten en schrijvers, sterk onder invloed van de Engelse Arts-and-crafsbeweging.
In de Amerikaanse stad Boston (Massachusetts) richtten kunstenaars in 1897 de Society of Arts and Crafts op.  In Pennsylvania ontstond de kunstenaarsgemeenschap Rose Valley. Voortbrengselen van deze beweging zijn sinds de jaren '60 verzameld door de zakenman Rudy Ciccarello in Florida; hij bouwde een museum dat op 7 september 2021 werd geopend.

## Belangrijkste vertegenwoordigers
- William Morris
- Philip Webb
- Charles Robert Ashbee
- T. J. Cobden Sanderson
- Walter Crane
- Nelson Dawson
- Phoebe Anna Traquair
- Lily Yeats
- Statia Power
- May Morris
- Jessie Newbery
- Herbert Tudor Buckland
- Charles Rennie Mackintosh
- Christopher Dresser
- Edwin Lutyens
- Ernest Gimson
- William Lethaby
- Edward Schroeder Prior
- Gustav Stickley
- Charles Voysey
- Christopher Whall
- De prerafaëlieten.

## Gerelateerde kunststromingen
- Jugendstil of art nouveau
- Mission-stijl
- Modernisme